# Altretamină
Altretamina este un medicament chimioterapic din clasa agenților alchilanți, fiind un derivat de triazină. Este utilizat în Statele Unite în tratamentul unor cancere ovariene (de obicei în asociere cu cisplatină). Calea de administrare disponibilă este cea orală.